# Menno (Paraguay)
Colonia Menno ist eine im Jahr 1926 in Paraguay von plautdietschen Mennoniten gegründete Kolonie im Zentralen Chaco im Nordwesten Paraguays und umfasst eine Fläche von rund 7.500 Quadratkilometern. Ihr Hauptort ist Loma Plata. Mennonitische Nachbarkolonien sind Fernheim und Neuland.

## Geschichte und Ansiedlung
Die rund 9.000 Bürger (2010) sind ursprünglich deutsch-niederländischer bzw. russlandmennonitischer Herkunft. Die direkten Vorfahren hatten vor ihrer Ansiedlung in Paraguay jedoch bereits bis Ende des 18. Jahrhunderts im westpreußischen Weichseldelta, bis 1874 in der russischen Schwarzmeerregion und bis 1926 in Manitoba, Kanada, gesiedelt.
Mit rund 3.500 Einwohnern ist Loma Plata das Zentrum und der größte Ort des Siedlungsgebiets sowie Sitz der Verwaltung. Der Grund für die Umsiedlung von Kanada nach Paraguay bestand vor allem in der 1917 in Kanada eingeführten allgemeinen Schulpflicht auf säkularer, englischsprachiger Basis. Darin sah ein konservativer Teil der Mennoniten eine Bedrohung der religiösen Basis der Gemeinschaft. Denn wenn man die eigenen Gemeindeschulen dem Staat übergeben würde, würde der Religionsunterricht und die deutsche Sprache verloren gehen und damit die Grundlage der Gemeinschaft. Weiter waren die kanadischen Siedlungsgesetze Ursache der Auswanderung, die der in Russland ausgebildeten Form der kooperativen Landwirtschaft entgegenstanden.
1921 sandten mennonitische Gemeinden aus der Ost- (Chortitzer) und Westreserve (Sommerfelder) des Red River in Manitoba sowie aus Bergthal in Saskatchewan eine Delegation nach Südamerika, um Siedlungsland für eine neue Heimat zu suchen. Diese Chacoexpedition unter Leitung des norwegischen Landmaklers und Pazifisten Fred Engen, der schon 1919 alleine den Chaco bereist hatte, fand die langgezogenen Sawannenkämpe des Chacoinneren als sehr geeignet für die Gründung einer Agrarsiedlung.
Da der paraguayische Staat interessiert an tatkräftigen Siedlern war, welche das riesige, bis dahin zivilisatorisch weitgehend unerschlossene Gebiet des Gran Chaco urbar machen könnten, machte er weitgehende Konzessionen in dem Gesetz 514. Darin garantierte er die Befreiung vom Wehrdienst, die Führung eigener deutscher Schulen, weitgehend autonome Verwaltung und Rechtsprechung, absolute Religionsfreiheit sowie die unbegrenzte Möglichkeit der Zuwanderung weiterer Mennoniten.
Von der argentinischen Firma Carlos Casado SA, einem der mächtigsten Großgrundbesitzer, der im Chaco Millionen Hektar Land besaß, kauften die Mennoniten zu überhöhten Preisen das nötige Land.
Zwischen Dezember 1926 und November 1927 kamen dann 1.743 mennonitische Siedler aus Kanada in Paraguay an.
Sie konnten jedoch nicht gleich auf das Siedlungsland ziehen, das noch nicht vermessen war und das auch noch nicht durch die Eisenbahn zugänglich gemacht worden war, wie es 1921 von der Chacoexpedition besprochen war. Somit wohnten die Siedler zuerst in Lagern in Puerto Casado und im Chacoinneren, und in der 18-monatigen Wartezeit bis zur Ansiedlung in Dörfern starben 171 Einwanderer. Viele reisten zurück nach Kanada, und rund 1200 bildeten die Grundlage der Kolonie Menno im paraguayischen Chaco.
In den 50er Jahren kam es wegen der anhaltend widrigen Lebensbedingungen wie auch aufgrund des Konservatismus der Kolonien zu einer Auswanderungswelle. Durch die sich seitdem rasant entwickelnde Wirtschaft und das gut funktionierende Gemeinwesen ist Menno in den letzten Jahrzehnten allerdings auch Anziehungspunkt von Paraguayern geworden.

## Wirtschaftliche Entwicklung
Lange Zeit war das Leben der Mennoniten im Chaco von extremen Entbehrungen gekennzeichnet. So fehlten den Ankömmlingen vollständig landwirtschaftliche Erfahrungen unter tropischen Bedingungen. Auch die Klima- und Bodenverhältnisse, insbesondere die Trockenheit der Wintermonate, erwiesen sich im Vergleich zu den Beschreibungen der paraguayischen Werber als wesentlich rigider. Diese Umstände wurden durch den z. T. freiwilligen Verzicht auf Errungenschaften der modernen Landwirtschaft noch zusätzlich erschwert. Handel konnte auf Grund der isolierten Lage der Kolonien kaum stattfinden, so dass die meisten Betriebe auf Subsistenzwirtschaft ausgerichtet waren.
Der wirtschaftliche Aufschwung im Zentralen Chaco begann, seitdem die landwirtschaftlichen Kooperativen Anfang der 1980er Jahre mit Hilfe eines Weltbankkredits in die Milchverarbeitung investierten. Dem war 1955 die Einführung des widerstandsfähigen nordamerikanischen Büffelgrases als Grundlage extensiver Viehhaltung sowie 1965 der Bau der Verbindungsstraße nach Asunción, der Ruta Trans-Chaco, vorangegangen. Wichtige Voraussetzungen des wirtschaftlichen Aufschwungs waren auch die Reform des Schulsystems und eine allgemeine Liberalisierung – umso mehr, als Menno lange als die konservativste der Kolonien galt.

## Kultur
Das kulturelle Leben in Loma Plata beschränkt sich auf Theateraufführungen in Schulen sowie gelegentliche Lesungen und Vorträge. Die zentrale Stadtbücherei (librería) hält Lesetitel und Gesellschaftsspiele in spanischer und deutscher Sprache zum Ausleihen und Verkauf bereit.

## Indigene Bevölkerung
Zum Einwanderungszeitpunkt der Mennoniten war das Gebiet von Lengua-Indianern bewohnt. Dieser Indianerstamm zählte damals ungefähr 600 Personen und ist seit Gründung von Menno stark angewachsen. Aufgrund verbesserter Lebensbedingungen und dem ausgesprochen guten Verhältnis zwischen Ureinwohnern und mennonitischen Siedlern wurden Menno und die Nachbarsiedlungen jedoch auch zum bevorzugten Siedlungsziel anderer Indianerstämme. Für die soziale und wirtschaftliche Förderung der indigenen Bevölkerung gründete die Mennonitengemeinschaft 1961 die Dienstleitungskooperative Asociación de Servicios de Cooperación Indígena Mennonita (ASCIM). Die ASCIM hat 300 Mitarbeiter, jeweils zur Hälfte Mennoniten und Indianer. Der Generalversammlung des gemeinnützigen Vereins gehören zurzeit 30 indianische und 32 nicht-indianische Vertreter an. Die Anzahl der indigenen Bevölkerung ist heute auf insgesamt 25.000 angestiegen und übersteigt damit weit die Zahl der Mennoniten. Obwohl Mennoniten und indigene Bevölkerung seit längerem eng zusammenarbeiten und Teile der letzteren inzwischen das Plautdietsch der Siedler angenommen haben, hat eine Vermischung bis heute quasi nicht stattgefunden. In Bezug auf die Missionierung der Indianer gibt es eine Konkurrenz zwischen den missionarischen Bemühungen der Mennoniten und katholischen Missionaren Paraguays.